# Röplabda a 2003. évi nyári európai ifjúsági olimpiai fesztiválon
A 2003. évi nyári európai ifjúsági olimpiai fesztiválon a kosárlabda mérkőzéseket Párizsban rendezték. A fesztiválon csak férfi válogatottaknak rendeztek versenyt.

## Érmesek
| A 2003. évi nyári európai ifjúsági olimpiai fesztivál érmesei férfi röplabdában | A 2003. évi nyári európai ifjúsági olimpiai fesztivál érmesei férfi röplabdában | A 2003. évi nyári európai ifjúsági olimpiai fesztivál érmesei férfi röplabdában | A 2003. évi nyári európai ifjúsági olimpiai fesztivál érmesei férfi röplabdában |
| ------------------------------------------------------------------------------- | ------------------------------------------------------------------------------- | ------------------------------------------------------------------------------- | ------------------------------------------------------------------------------- |
| Arany                                                                           | Ezüst                                                                           | Bronz                                                                           |                                                                                 |
| Lengyelország                                                                   | Németország                                                                     | Szlovénia                                                                       |                                                                                 |